# Erchambert (Niederaltaich)
Erchambert, auch Erchanbert (* um 950; † nach 996 in Einsiedeln) war ein Benediktiner und von 990 bis 996 Abt der Abtei Niederaltaich.
Das während des 10. Jahrhunderts „offensichtlich stark abgesunkene“ und in ein  freiweltliches Kollegiatstift umgewandelte Kloster Niederaltaich war von Herzog Heinrich II. zur kirchlichen Reorganisation dem Salzburger Erzbischof Friedrich übergeben worden, der für die wirtschaftliche Verwaltung einen Laienpropst einsetzte. Erst auf Vermittlung des Bischofs Wolfgang von Regensburg sollte das Kloster wieder seine frühere Selbständigkeit erlangen. Zur Wiederbesiedlung als Benediktinerabtei wurden 990 unter Leitung von Erchambert Mönche aus Kloster Einsiedeln berufen. Erchambert gehörte dem von Gorzer Reform ausgehenden Reformkreis an und sollte entsprechend, gegen den Widerstand der Kanoniker, die benediktinische Ordnung wiederherstellen (Regulari vita Altae incipitur per Erchanbertum abbatem). Aufgrund des Widerstands und der Verleumdungen seitens der Kanoniker, die nicht ihr weniger strenges Leben aufzugeben bereit waren, wurde Erchambert vom Herzog (und späteren Kaiser) Heinrich II. abgesetzt und an seiner Stelle sein bisheriger Prior Gotthard zum Abt erhoben, der sich selbst für die Wiedereinsetzung Erchamberts verwendete. Erst als Herzog Heinrich interimistisch Bischof Megingaud von Eichstätt als Abt berief, und auch Erchambert selbst keinerlei Anstrengungen unternahm, sein Amt zurückzugewinnen, gab Gotthard seinen bisherigen Widerstand auf und ließ sich am Weihnachtsfest 996 zum neuen Abt weihen, eine Funktion, die er bis zu seiner Wahl zum Bischof von Hildesheim 1022 innehatte. Erchambert selbst kehrte nach seinem Rücktritt in sein Kloster Einsiedeln zurück, wo sein Name im Totenbuch verzeichnet ist.